# Changing Col
Changing Col är ett bergspass i Antarktis. Det ligger på Signy Island i Sydorkneyöarna. Argentina och Storbritannien gör anspråk på området. Changing Col ligger 1 meter över havet.  Changing Col ligger vid sjöarna  Heywood Lake och Knob Lake.
Terrängen runt Changing Col är varierad. Havet är nära Changing Col söderut. Trakten är obefolkad.